# (2403) Šumava
(2403) Šumava – planetoida z grupy pasa głównego asteroid okrążająca Słońce w ciągu 4 lat i 25 dni w średniej odległości 2,55 au. Została odkryta 25 września 1979 roku w Obserwatorium Kleť w pobliżu Czeskich Budziejowic przez Antonína Mrkosa. Nazwa planetoidy pochodzi od Szumawy, pasma górskiego położonego na pograniczu Czech, Niemiec i Austrii. Przed nadaniem nazwy planetoida nosiła oznaczenie tymczasowe (2403) 1979 SQ.

## Zobacz też

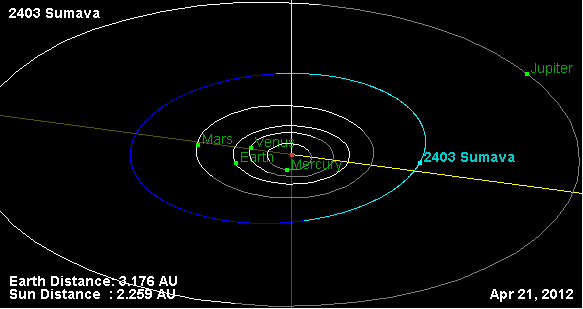
Orbita asteroidy (2403) Šumava